# Wapen van De Runde

Het wapen van De Runde

Het wapen van De Runde werd op 18 februari 1964 per Koninklijk Besluit aan het Drentse waterschap De Runde verleend. Het wapen was in gebruik bij het waterschap van 1964 tot 1974. In 1975 ging het waterschap op in het fusiewaterschap De Veenmarken. Dit waterschap kreeg een geheel nieuw wapen, zonder wapenstukken uit dit wapen.

## Blazoenering
De blazoenering van het wapen luidde als volgt:
In sabel een ingebogen, tot de bovenrand van het schild reikende, punt van zilver, beladen met een verlaagde golvende dwarsbalk van keel, waar overheen een steigerende hengst van sabel; ter rechterzijde van de punt een eikentak van vijf bladeren en drie eikels van hetzelfde, ter linkerzijde bezaaid met zilveren kogels. Het schild gedekt met een gouden kroon van drie bladeren en twee paarlen.
Het schild is zwart met daarop een ingebogen zilveren punt die tot aan de bovenrand van het schild loopt. Onderaan is de punt beladen met een golvende rode dwarsbalk. Op deze dwarsbalk staat een zwart steigerend paard. Door het zwart op rood is dit wapen officieel een raadselwapen. Heraldisch rechts van de punt een zilveren eikentak met vijf bladeren en drie eikels en links is het veld bezaaid met zilveren bollen. Op het schild een gravenkroon.

## Symboliek
De wapenstukken en kleuren hebben in het wapen allemaal een specifieke betekenis.
- De zwarte kleur in het wapen is een verwijzing naar het hoogveen waar turf uit gewonnen werd;
- De eikentak symboliseert de eikenbomen in de omgeving;
- De bezanten staan symbool voor kogels die tijdens gevechten met de bisschoppen van Münster rondom de Emmerschans gevoerd zijn;
- De gegolfde rode dwarsbalk staat symbool voor de ijzerhoudende Runde;
- Het steigerende paard verwijst naar landbouwgronden, meer precies de gedeelde weidegronden rond Roswinkel.